# Spoznaja
Spoznaja je najviša misaona djelatnost svijeta, poimanje zbilje koje se zasniva na čovjekovu iskustvu i mišljenju. Pod spoznajom obuhvaćeni su proces stjecanja znanja i sadržaj znanja, spoznavanje i spoznato. U smislu pitanja kako spoznajemo spoznaja je prvenstveno predmet psihologije. Razlikujući načine spoznavanja i karakter same spoznaje, govorimo o znanstvenoj, umjetničkoj, religioznoj i filozofskoj spoznaji, o intuitivnoj, diskurzivnoj ili racionalnoj spoznaji. U filozofiji koja šire tumači pojam spoznaje ona se najčešće tumači ovisno o primatu tri različita iako povezana plana: kao subjektivna (teoretska) aktivnost, kao razumska struktura odnosa subjekta i objekta ili kao objektivni sadržaj zbilje. 
Pitanje o spoznaji jedno je od temeljnih pitanja koje zahvaća korijen samog pitanja o čovjeku i njegovim mogućnostima; na njega se odgovara iz perspektiva znanosti i filozofije, na osobit način i iz religioznih i umjetničkih tvorbi, kao i iz najšireg poimanja čovjekove povijesti i prakse. U tom smislu rasprava o spoznaji daje veoma raznovrstan skup teorija i gledišta koja su premda interdisciplinarna, obično definirana kao filozofska spoznajna teorija.